# Ganga Zumba
Ganga Zumba fue el nombre del primer soberano del Quilombo de los Palmares en el Brasil colonial, durante la segunda mitad del siglo XVII.
Originalmente Ganga Zumbi fue un esclavo procedente de la región africana del Congo, capturado por negreros portugueses, siendo hijo de una princesa local llamada Aqualtune que también quedó esclavizada. Su origen noble pudo haberle dado cierta ascendencia entre otros esclavos, y se sabe que poco después de ser llevado como esclavo a Brasil, escapó hacia el Quilombo de los Palmares junto con su madre y se convirtió prontamente en un destacado jefe de los esclavos cimarrones.
Se considera que la propia denominación de "Ganga Zumba" no es un nombre propio, ni el nombre asignado a un esclavo, sino la alteración del vocablo ganazumba, existente en el idioma kimbundu hablado en el norte de la actual Angola, y que significa literalmente "Gran Señor". De hecho, esta denominación fue la utilizada por los colonizadores portugueses de Pernambuco en sus comunicaciones a Ganga Zumbi durante fines del siglo XVII.
Si bien Ganga Zumbi no fue el fundador del llamado Quilombo de los Palmares, que ya existía precariamente desde inicios del siglo XVII, sí se considera que Ganga Zumbi desplegó considerables habilidades administrativas y de gobierno que transformaron el Quilombo de los Palmares de un refugio precario en los bosques montañosos de Pernambuco a una sociedad estratificada y bien organizada, capaz no sólo de asegurar su propia subsistencia sino de resistir los ataques armados de los portugueses y aún de incursionar en las haciendas cercanas para robar ganado y esclavos, que luego se unirían a la población del quilombo.
Con el paso de los años Ganga Zumba se convirtió en gobernante de todo el Quilombo de los Palmares, formado por varias poblaciones llamadas mocambos dispersas en un espacio de casi 600.000 kilómetros cuadrados, poblados por cerca de 20.000 personas (mayormente ex esclavos de ambos sexos, mestizos, algunos indios e incluso algunos prófugos blancos). Al asumir el mando en 1670, Ganga Zumba estaba en la cúspide de su poder como jefe máximo del Quilombo de los Palmares, viviendo en el mocambo de Macaco, dotado de un palacio, tres esposas, guardias, consejeros e inclusive personajes dedicados a funciones puramente de administración.
Desde su ascenso al poder, Ganga Zumba lanzaba incursiones contra las haciendas y asentamientos de portugueses, apoderándose de ganado, armas y herramientas varias, en una importante exposición de poder ante las autoridades coloniales. Ante ello se prepara una expedición punitiva portuguesa que en 1677 causa 200 muertes entre los cimarrones, mata a un hijo de Ganga Zumba y captura a otros dos junto con otros 47 cautivos, pero no logra destruir el Quilombo de los Palmares. 
Al año siguiente Ganga Zumba recibe una oferta del gobernador portugués de Pernambuco para acordar la paz, reclamando que los cimarrones de desplazaran hacia el valle de Cucaú, más cercano a los centros de administración portuguesa. A cambio el gobernador de Pernambuco ofrecía tierras y libertad a los cimarrones nacidos en Palmares, además de devolverles a los habitantes del Quilombo que hubieran sido capturados.
En junio de 1678 Ganga Zumba aceptó el tratado y se trasladó a Cucaú con gran número de sus seguidores, cerca de la actual localidad de Sirinhaém. Pese a esto, su sobrino Zumbi dos Palmares se opuso a esta paz con los portugueses, considerando que no podría confiarse en las promesas de los colonizadores, que el reasentamiento implicaba abandonar sus costumbres ancestrales y que la finalidad de éstos era quebrar la unidad del Quilombo.
Mientras tanto Ganga Zumba se instaló libremente en Cucaú, pero debe enfrentarse a la hostilidad de los asentamientos portugueses vecinos, lo cual hace fracasar su intento de asimilar a los ex esclavos a una nueva situación. Al persisitir la división entre los que salieron de Palmares y quienes aún permanecen allí, un partidario de Zumbi dos Palmares envenena y mata a Ganga Zumba en 1680.